# 緑町 (瀬戸市)
緑町（みどりちょう）は、愛知県瀬戸市新郷連区の町名。現行行政地名は緑町1丁目と2丁目。

## 地理
- 瀬戸市の南部に位置する[8]。西を東赤重町、北を幡野町・原山台、東を八幡台、南を今林町・白山町と隣接している[8]。
- 北端から東端を走る県道沿いには遊技場・病院・各種商店が並ぶ[8]。

### 学区
市立小・中学校に通う場合、学区は以下の通りとなる。また、公立高等学校普通科に通う場合の学区は以下の通りとなる。
| 町丁・丁目 | 番・番地等 | 小学校             | 中学校             | 高等学校 |
| ---------- | ---------- | ------------------ | ------------------ | -------- |
| 緑町1丁目  | 全域       | 瀬戸市立原山小学校 | 瀬戸市立幡山中学校 | 尾張学区 |
| 緑町2丁目  | 全域       | 瀬戸市立原山小学校 | 瀬戸市立幡山中学校 | 尾張学区 |

なお、緑町全域において、特定区域における校区外通学が認められており、申請をすれば瀬戸市立光陵中学校への進学も可能である。

## 歴史

### 町名の由来
今は住宅地になっているが、かつては小松がうっそうと茂り、溜池（青池）などもあり、緑地であったことから命名されたとされる。

### 沿革
- 1963年（昭和38年）10月1日 - 瀬戸市大字菱野の一部により、同市緑町として成立[2]。
- 1978年（昭和53年）3月1日 - 町域の一部が原山台2〜5丁目となる[12]。
- 1980年（昭和55年）3月1日 - 町域の一部が八幡台1丁目となる[13]。
- 1985年（昭和60年）4月27日 - 1・2丁目を設定。町域の一部を幡野町に編入し、2丁目に大字菱野・大字山口字大坂の各一部を編入する[14]。

## 世帯数と人口
2024年（令和6年）2月1日現在の世帯数と人口は以下の通りである。
| 町丁      | 世帯数  | 人口  |
| --------- | ------- | ----- |
| 緑町1丁目 | 139世帯 | 327人 |
| 緑町2丁目 | 181世帯 | 302人 |
| 計        | 320世帯 | 630人 |

### 人口の変遷
国勢調査による人口の推移
| 1995年（平成7年）  | 745人 | [ 15 ] |  |
| 2000年（平成12年） | 712人 | [ 16 ] |  |
| 2005年（平成17年） | 724人 | [ 17 ] |  |
| 2010年（平成22年） | 638人 | [ 18 ] |  |
| 2015年（平成27年） | 627人 | [ 19 ] |  |
| 2020年（令和2年）  | 750人 | [ 20 ] |  |

### 世帯数の変遷
国勢調査による世帯数の推移。
| 1995年（平成7年）  | 311世帯 | [ 15 ] |  |
| 2000年（平成12年） | 291世帯 | [ 16 ] |  |
| 2005年（平成17年） | 197世帯 | [ 17 ] |  |
| 2010年（平成22年） | 186世帯 | [ 18 ] |  |
| 2015年（平成27年） | 195世帯 | [ 19 ] |  |
| 2020年（令和2年）  | 210世帯 | [ 20 ] |  |

## 交通

### 鉄道
町内に鉄道は走っていない。最寄り駅は愛知環状鉄道・愛知環状鉄道線瀬戸口駅になる。

### バス
名鉄バス「東山線」
- 【18】瀬戸駅前 - 菱野団地 - 愛・地球博記念公園駅 系統 ： 瀬戸西高前バス停
- 【40】【41】藤が丘 - 岩作 - 本地口 - 菱野団地 系統が走っているが、町内にバス停はない。最寄りのバス停は、八幡台西バス停・幡野バス停になる。

名鉄バス「本地ヶ原線」
- 【35】名鉄バスセンター - 引山 - 四軒家 - 本地ヶ原 - 菱野団地 系統 ： 瀬戸西高前バス停

瀬戸市コミュニティバス「上之山線」
- 瀬戸駅前 - 瀬戸口駅 - 山口駅 - サンヒル上之山 - 八草駅 系統 ： 新郷地域交流センター前バス停（八草駅方面乗り場）・みどりのまち病院バス停

瀬戸市コミュニティバス「本地線」
- 陶生病院 - 瀬戸口駅 - 愛知医大 系統 ： 新郷地域交流センター前バス停（愛知医大方面乗り場）・みどりのまち病院バス停

- 瀬戸西高前バス停
- 新郷地域交流センタ前バス停
- みどりのまち病院バス停

### 道路
愛知県道209号愛・地球博記念公園瀬戸線 ： 町の北端から南東端にかけての町境を南北に通っている。
- 愛知県道209号標識（緑町内・上り車線側）[注釈 2]
- 同標識（緑町内・下り車線側）[注釈 2]

## 施設
- 愛知県立瀬戸西高等学校[8] ： 1978年（昭和53年）4月開校[21]。全日制、普通科。令和5年度入試では、尾張第2群Aグループに属し、募集人員320人に対して385人が志願し、合格者数は306人だった[22]。2022年（令和4年）5月1日現在の生徒数は905人、教員数は71人[23]。
- 瀬戸みどりのまち病院 ： 医療法人宏和会が運営する総合病院[24]。かつて矢形町にあったやまぐち病院を2017年（平成29年）3月に新築移転して開設[24]。
- ドミー瀬戸菱野店 ： かつては1993年（平成5年）に誕生したダイエー瀬戸店[25]。その後、ユーストア、ピアゴと店舗が変わり、現在のドミーは2017年（平成29年）10月に開店[26]。同建物内には、薬局・100円ショップ・家具店など、様々な店舗がある。
- 介護付き 有料老人ホームミソノピア[8] ： 1986年（昭和61年）9月開設[27]。定員は203名で、一般居室108戸・介護居室52戸を有する[28]。
- 南山大学瀬戸交流会館 ： 1999年（平成11年）建設[29]。海外からの留学生と日本人学生とが、日常的に交流を深めながら共同生活を行う寮だった[30][注釈 3]。
- 有限会社オザキ ： 写真プリントサービスや記念写真撮影、アルバム作成、ハガキの作成などを行うAV・カメラの専門店[31]。写真・動画・音楽などのバックアップやデータ起こしも対応[31]。
- みどり公園 ： 2丁目の北部にある公園。コンビネーション遊具があるほか、散策路が整備されている。

- 愛知県立瀬戸西高等学校
- 瀬戸みどりのまち病院
- ドミー瀬戸菱野店
- 介護付き 有料老人ホームミソノピア
- 南山大学瀬戸交流会館
- 有限会社オザキ
- みどり公園

## その他

### 日本郵便
- 郵便番号 : 489-0875[6]（集配局：瀬戸郵便局[32]）。